# Dilara

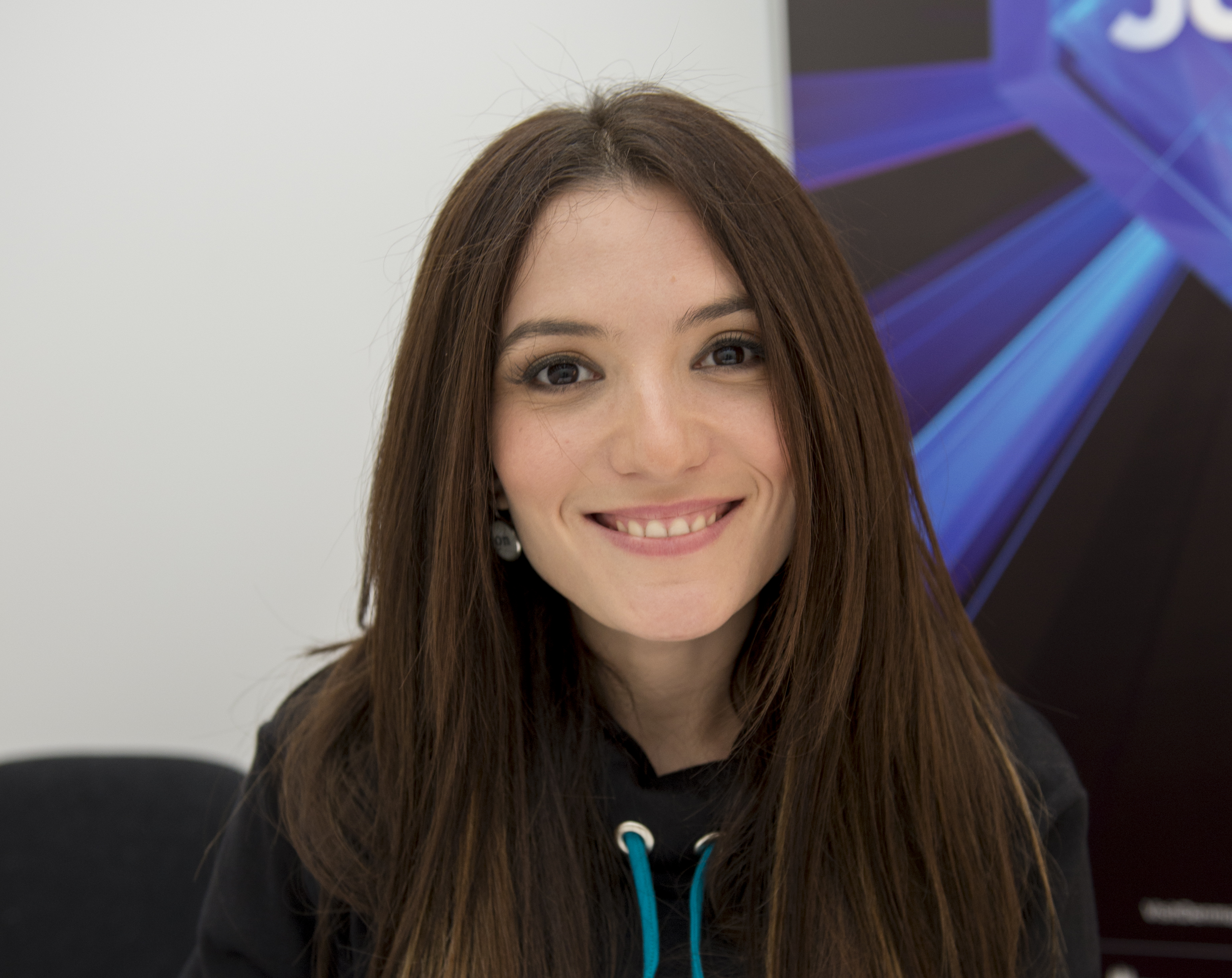
Dilara Kazimova, 2014.

Dilara (persiska: دلارا) är ett persiskt kvinnonamn. 
Dil (دل) betyder hjärta på persiska. suffixet -ara betyder något som utsmyckar eller pryder något. Dilara kan tolkas som Hon som behagar hjärtat, hon som behagar, hon som är kärleksfull, som gör hjärtat vackert.
Den 31 december 2014 fanns det totalt 257 kvinnor och folkbokförda i Sverige med namnet Dilara, varav 211 bar det som tilltalsnamn
Namnsdag: saknas
Namnet är populärast i Iran, Turkiet, Azerbajdzjan och Pakistan. 

## Personer som bär namnet Dilara
- Dilara Alijeva (1929–1991), azerisk författare
- Dilara Kazimova (född 1984), azerisk sångare
- Sibel Kekilli, tysk skådespelare, tidigare känd som Dilara